# Multi-Exposure
Multi-Exposure ist ein Exposure-Blending-Verfahren, das beim Digitalisieren von Durchsichtvorlagen wie Dias, Negative und Filmstreifen per Scanner verwendet werden kann, um Bildrauschen zu beseitigen und um den effektiven Dynamikumfang des verwendeten Scanners zu erhöhen. Multi-Exposure setzt dazu eine von LaserSoft Imaging entwickelte und patentierte (Karl-Heinz Zahorsky, EP: 1744278, US 8,693,808) Auto-Alignment-Technologie zum automatischen exakten Ausrichten von Mehrfach-Scans und zur Beseitigung von Bildrauschen ein.

## Problem
Durch die Verwendung multipler Schichten mit unterschiedlichen Lichtempfindlichkeiten erreicht ein gewöhnlicher Dia-Film einen Kontrastumfang von acht Blenden; ein optimal belichtetes und entwickeltes Negativ kann bis zu zwölf Blendenstufen Kontrastumfang enthalten. Diesen Dynamikumfang können Scanner nicht vollständig erfassen, sodass beim herkömmlichen Scannen Bildinformationen verloren gehen würden.

## Multi-Exposure
Mit dieser Technologie, die in der Scanner-Software SilverFast Verwendung findet, wird das Original mehrfach, aber mit unterschiedlichen Belichtungen eingescannt. Die Software berechnet aus den Einzelbildern den fertigen HDR-Scan. Mit Multi-Exposure wird der effektive Dynamikumfang des Scanners erhöht, sodass besonders in den sehr hellen und sehr dunklen Bildbereichen mehr Details erfasst werden. Ein überbelichteter Scan leuchtet die Schatten der Originals aus, die verfügbaren Kontraststufen des Scanners werden für die eher dunklen Bildbereiche verwendet. Ein unterbelichteter Scan dagegen erfasst Details in den hellen Bildbereichen. Eine Verrechnung von über- und unterbelichteten Scans ergibt ein Ergebnisbild, das über einen größeren Kontrastumfang verfügt als beide Einzelscans.
Durch das wiederholte Scannen reduziert Multi-Exposure zudem bestimmte Formen des Bildrauschens, ein überbelichteter Scan hilft insbesondere Dunkelrauschen zu entfernen. Einige ähnliche Verfahren, oft multiple sampling genannt, scannen die Vorlage ebenfalls mehrfach, jedoch stets unter gleichen Bedingungen. Hier kann mit varianzbasierten Filtern Bildrauschen reduziert werden, eine Kontrastumfang-Erhöhung findet im Gegensatz zum Multi-Exposure-Verfahren allerdings nicht statt.
Einschränkungen:
- Multi-Exposure funktioniert nicht mit allen Scannern, es muss die Möglichkeit bestehen, per Software auf die Belichtungsdauer einwirken zu können.
- Das Verfahren eignet sich nur für Durchsichtsvorlage wie Dias, nicht aber Aufsichtsvorlage wie Fotos.

Die EDP (European Digital Press Association) hat LaserSoft Imagings SilverFast im Jahr 2008 für die Steigerung des Dichteumfanges bei den meisten Scanner-Modellen durch Multi-Exposure und für die automatische Generierung von ICC-Profilen die Auszeichnung „Beste Farbmanagement-Software des Jahres 2008“ verliehen.